# Concerto pour violon en la majeur de Michael Haydn
Pour les articles homonymes, voir Concerto pour violon et orchestre.
Le Concerto pour violon S.206 en la majeur est un concerto pour violon et orchestre de Michael Haydn. Composé en 1776, il comporte trois mouvements.

## Analyse de l'œuvre
1. Allegro ma non troppo
2. Adagio
3. Rondeau presto